# Shanghai Masters 2013 - Qualificazioni singolare
Le qualificazioni del singolare dello Shanghai Masters 2013 sono state un torneo di tennis preliminare per accedere alla fase finale della manifestazione. I vincitori dell'ultimo turno sono entrati di diritto nel tabellone principale. In caso di ritiro di uno o più giocatori aventi diritto a questi sono subentrati i lucky loser, ossia i giocatori che hanno perso nell'ultimo turno ma che avevano una classifica più alta rispetto agli altri partecipanti che avevano comunque perso nel turno finale.

## Teste di serie
1. Lu Yen-hsun (ultimo turno)
2. Marinko Matosevic (ritirato)
3. Federico Delbonis (ultimo turno)
4. Roberto Bautista Agut (primo turno)
5. Łukasz Kubot (ultimo turno)
6. Benjamin Becker (primo turno)
7. Jack Sock (ultimo turno)

1. Paolo Lorenzi (qualificato)
2. Santiago Giraldo  (qualificato)
3. Michał Przysiężny (qualificato)
4. Somdev Devvarman (ultimo turno)
5. Michael Russell (qualificato)
6. Alejandro Falla (qualificato)
7. Ryan Harrison (ultimo turno)

## Qualificati
1. Alejandro Falla
2. Gō Soeda
3. Michał Przysiężny
4. Paolo Lorenzi

1. Santiago Giraldo
2. Tatsuma Itō
3. Michael Russell

## Tabellone

### Legenda
| - Q = Qualificato - WC = Wild card - LL = Lucky loser | - ALT = Alternate - SE = Special Exempt - PR = Protected Ranking | - w/o = Walkover - r = Ritirato - d = Squalificato |

### Sezione 1
|  | Primo turno | Primo turno       | Primo turno       | Primo turno | Primo turno |  |  | Ultimo turno | Ultimo turno    | Ultimo turno    | Ultimo turno | Ultimo turno |  |
|  |             |                   |                   |             |             |  |  |              |                 |                 |              |              |  |
|  | 1           | Lu Yen-hsun       | Lu Yen-hsun       | 6           | 6           |  |  |              |                 |                 |              |              |  |
|  |             | Shuichi Sekiguchi | Shuichi Sekiguchi | 0           | 1           |  |  | 1            | Lu Yen-hsun     | Lu Yen-hsun     | 4            | 3            |  |
|  |             | Jun Woong-sun     | 5                 | 6           | 2           |  |  | 13           | Alejandro Falla | Alejandro Falla | 6            | 6            |  |
|  | 13          | Alejandro Falla   | 7                 | 3           | 6           |  |  |              |                 |                 |              |              |  |

### Sezione 2
|  | Primo turno | Primo turno   | Primo turno   | Primo turno | Primo turno |  |  | Ultimo turno | Ultimo turno  | Ultimo turno  | Ultimo turno | Ultimo turno |  |
|  |             |               |               |             |             |  |  |              |               |               |              |              |  |
|  | Alt         | Bai Yan       | Bai Yan       | 0           | 3           |  |  |              |               |               |              |              |  |
|  |             | Gō Soeda      | Gō Soeda      | 6           | 6           |  |  |              | Gō Soeda      | Gō Soeda      | 7            | 6            |  |
|  | WC          | Cai Zhao      | Cai Zhao      | 3           | 0           |  |  | 14           | Ryan Harrison | Ryan Harrison | 5            | 3            |  |
|  | 14          | Ryan Harrison | Ryan Harrison | 6           | 6           |  |  |              |               |               |              |              |  |

### Sezione 3
|  | Primo turno | Primo turno       | Primo turno       | Primo turno | Primo turno |  |  | Ultimo turno | Ultimo turno      | Ultimo turno      | Ultimo turno | Ultimo turno |  |
|  |             |                   |                   |             |             |  |  |              |                   |                   |              |              |  |
|  | 3           | Federico Delbonis | Federico Delbonis | 6           | 6           |  |  |              |                   |                   |              |              |  |
|  |             | Li Zhe            | Li Zhe            | 3           | 4           |  |  | 3            | Federico Delbonis | Federico Delbonis | 64           | 4            |  |
|  | WC          | Wang Aoran        | Wang Aoran        | 1           | 2           |  |  | 10           | Michał Przysiężny | Michał Przysiężny | 7            | 6            |  |
|  | 10          | Michał Przysiężny | Michał Przysiężny | 6           | 6           |  |  |              |                   |                   |              |              |  |

### Sezione 4
|  | Primo turno | Primo turno           | Primo turno   | Primo turno | Primo turno |  |  | Ultimo turno | Ultimo turno    | Ultimo turno    | Ultimo turno | Ultimo turno |  |
|  |             |                       |               |             |             |  |  |              |                 |                 |              |              |  |
|  | 4           | Roberto Bautista Agut | 6             | 2           | 63          |  |  |              |                 |                 |              |              |  |
|  |             | James Duckworth       | 3             | 6           | 7           |  |  |              | James Duckworth | James Duckworth | 5            | 4            |  |
|  |             | Yūichi Sugita         | Yūichi Sugita | 3           | 4           |  |  | 8            | Paolo Lorenzi   | Paolo Lorenzi   | 7            | 6            |  |
|  | 8           | Paolo Lorenzi         | Paolo Lorenzi | 6           | 6           |  |  |              |                 |                 |              |              |  |

### Sezione 5
|  | Primo turno | Primo turno      | Primo turno      | Primo turno | Primo turno |  |  | Ultimo turno | Ultimo turno     | Ultimo turno     | Ultimo turno | Ultimo turno |  |
|  |             |                  |                  |             |             |  |  |              |                  |                  |              |              |  |
|  | 5           | Łukasz Kubot     | Łukasz Kubot     | 6           | 6           |  |  |              |                  |                  |              |              |  |
|  | WC          | Zhang Hao        | Zhang Hao        | 2           | 3           |  |  | 5            | Łukasz Kubot     | Łukasz Kubot     | 5            | 67           |  |
|  |             | Hiroki Moriya    | Hiroki Moriya    | 3           | 2           |  |  | 9            | Santiago Giraldo | Santiago Giraldo | 7            | 7            |  |
|  | 9           | Santiago Giraldo | Santiago Giraldo | 6           | 6           |  |  |              |                  |                  |              |              |  |

### Sezione 6
|  | Primo turno | Primo turno      | Primo turno     | Primo turno | Primo turno |  |  | Ultimo turno | Ultimo turno     | Ultimo turno     | Ultimo turno | Ultimo turno |  |
|  |             |                  |                 |             |             |  |  |              |                  |                  |              |              |  |
|  | 6           | Benjamin Becker  | Benjamin Becker | 5           | 62          |  |  |              |                  |                  |              |              |  |
|  |             | Tatsuma Itō      | Tatsuma Itō     | 7           | 7           |  |  |              | Tatsuma Itō      | Tatsuma Itō      | 7            | 6            |  |
|  | WC          | Liu Siyu         | 1               | 6           | 1           |  |  | 11           | Somdev Devvarman | Somdev Devvarman | 6            | 0            |  |
|  | 11          | Somdev Devvarman | 6               | 4           | 6           |  |  |              |                  |                  |              |              |  |

### Sezione 7
|  | Primo turno | Primo turno     | Primo turno     | Primo turno | Primo turno |  |  | Ultimo turno | Ultimo turno    | Ultimo turno | Ultimo turno | Ultimo turno |  |
|  |             |                 |                 |             |             |  |  |              |                 |              |              |              |  |
|  | 7           | Jack Sock       | Jack Sock       | 6           | 6           |  |  |              |                 |              |              |              |  |
|  |             | Miša Zverev     | Miša Zverev     | 3           | 4           |  |  | 7            | Jack Sock       | 3            | 7            | 63           |  |
|  |             | Marsel İlhan    | Marsel İlhan    | 4           | 4           |  |  | 12           | Michael Russell | 6            | 64           | 7            |  |
|  | 12          | Michael Russell | Michael Russell | 6           | 6           |  |  |              |                 |              |              |              |  |